# Постник (Болгария)
Постник (болг. Постник) — село в Болгарии. Находится в Кырджалийской области, входит в общину Момчилград. Население составляет 226 человек.

## Политическая ситуация
В местном кметстве Постник, в состав которого входит Постник, должность кмета (старосты) исполняет Хылми Мурад Мурад (Движение за права и свободы (ДПС)) по результатам выборов правления кметства.
Кмет (мэр) общины Момчилград — Ердинч Исмаил Хайрула (Движение за права и свободы (ДПС)) по результатам выборов в правление общины.

## Известные люди
В городе родились
- Халиль Мутлу (Хубен Хубенов) (1973) — тяжелоатлет, трёхкратный Олимпийский чемпион (1996,2000, 2004)